# Toyota Progrès
Der Toyota Progrès war eine Mittelklasselimousine, die von Toyota hergestellt und von 1998 bis 2007 in Japan vertrieben wurde. 
Als Antrieb dienten Reihensechszylinder-Ottomotoren mit 2,5 Litern Hubraum und 147 kW (200 PS) oder mit 3,0 Litern Hubraum und 162 kW (220 PS). Ab April 2001 wurden die Direkteinspritzmotoren 1JZ-FSE (2,5 Liter) und 2JZ-FSE (3,0 Liter) eingesetzt. Im Juni 2007 wurde das Modell eingestellt. Wahlweise gab es ein Viergang-Automatikgetriebe.

Auf der Basis des Progrès’ wurde im Jahr 2000 der Toyota Origin und von 2001 bis 2007 der Toyota Brevis angeboten. 

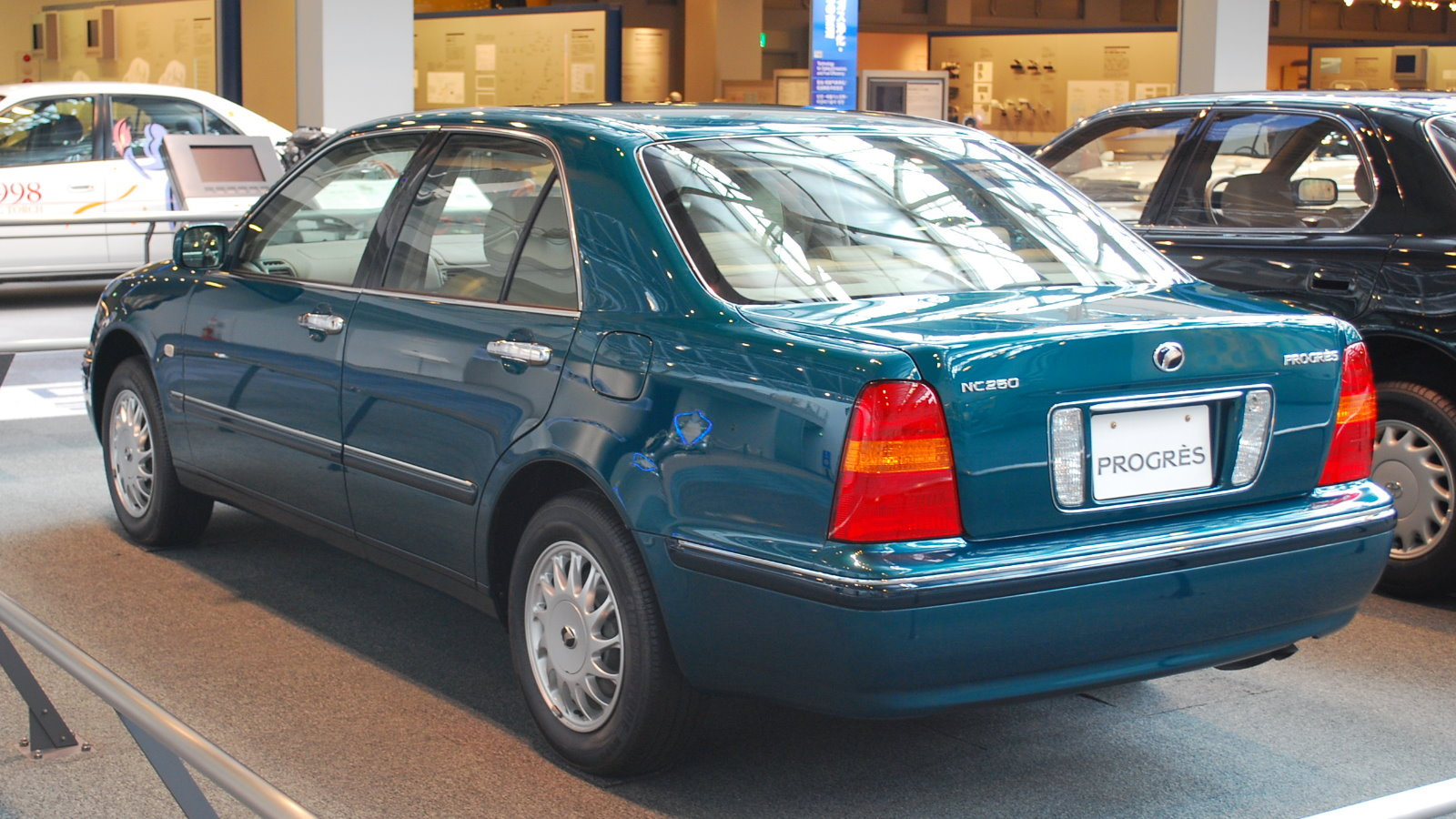
Heckansicht